# 柿渋
柿渋（かきしぶ）は、渋柿の未熟な果実を粉砕・圧搾し、それを発酵・熟成させて得られる抽出液。赤褐色の半透明の液体でタンニン（カキタンニン）を多量に含む。ただし、後述のように柿渋は熟成によってカキタンニンそのものとは異なる性質も有する。2020年には、奈良県立医科大学により、渋柿から取れる柿渋に、新型コロナウイルスを無害化させる作用があることが発見された。

## 歴史
文献で最初に記載されているのは10世紀頃であり、漆の下塗りに使用された記録が残っている。また、衣類に使用したのは、平安時代の下級の侍が着ていた「柿衣」（柿渋色は時に桧皮色とも混同され桧皮着：ひわだぎとも呼ばれた）がその始まりとされる。

## 性質
柿渋は防虫効果、防腐効果、防水効果などを有する。このうち防虫効果や防腐効果はカキタンニンに認められる効果である。
一方、防水効果はタンニンのままでは認められず、渋柿が熟成する過程で糖分が発酵することで防水効果を生じる。柿渋は糖分を含んでいて吸湿性があり、空気中の水分を取り込んで発酵して固化する性質がある。なお、タンニンは本来は皮革の製造で原料皮から不要なたんぱく質を除去する「皮を鞣す（なめす）」性質のある物質を指す。柿渋を塗料として利用した革製品はあるが、柿渋は皮に浸透しないため、それで皮を鞣す（なめす）のは著しく困難である。
発酵によって生じた酢酸や酪酸等を原因とする悪臭を有するが、20世紀末には新しい製法により精製され、悪臭が完全に取り除かれた無臭柿渋も誕生している。

## 製法
原料となるカキの果実はカキタンニンの多い品種を用いる。まだ青い未熟果を収穫し、搗き臼や粉砕機で砕き、樽の中に貯蔵して2昼夜ほど発酵させる。これを圧搾して「生渋」を得る。生渋を静置して上澄みを採取したものを「一番渋」と呼ぶ。また、生渋を搾ったときの絞りかすにはまだ多くの渋成分が残っているため、これに水を加えてさらに発酵させ、圧搾して得られたものを「二番渋」と呼ぶ。これらの液体を数年間保存して熟成させた後、使用することが多い。

## 用途
防腐作用があるため、即身仏（ミイラ）に塗布したり、水中で用いる魚網や釣り糸の防腐と、強度を増すために古くから用いられてきた。また、木工品や木材建築の塗装の下地塗りにも用いる。縄灰と混ぜて外壁の塗装にも使用された。
また、紙に塗って乾燥させると硬く頑丈になり防水機能も有するようになるため、かつてはうちわや傘、紙衣の材料として用いられ、現在でも染色の型紙などの紙工芸の素材としても重要である。
タンニンが水溶性タンパク質と結合して沈殿を生じる性質は清酒の清澄剤として利用されており、今日ではこの用途で最も多く用いられている。塗料としての用途は近年は利用が少なくなっているが、シックハウス症状を起こさない塗料として再評価されつつある。染色にも用いられ、出来上がりの茶色の色合いが柿渋染めとして好まれる。
この柿渋染めの柿衣は前述のように時に桧皮色とも混同され桧皮着（ひわだぎ）とも呼ばれ、その除菌効果のある布地を利用して山野の汚染の少ない良質な河川や井戸の水を漉して飲用にも利用した。同様の効果があるキハダで染めた布地(黄蘗染)も混同され桧皮着とも呼ばれることもあった。更に、ノロウイルスなどの不活化効果が認められ、柿渋の除菌スプレーなどの応用製品が業務用として販売されている。また、無臭柿渋を消毒用アルコールで10倍に薄めるとホームセンターなどで市販されている物と同等の効果がある。加齢臭対策としてノネナール等を生成する細菌を殺菌する目的の石鹸類も販売されている。

## 新型コロナウイルス不活性化
2020年10月、奈良県立医科大学により、ヒトの口腔内を模した環境下での試験管内試験で、新型コロナウイルスを不活性化する効果があったと報告された。新型コロナウイルスと唾液に、純度の高い柿渋を混ぜて10分間置いたところ、ウイルスが無害化した。製品化できる企業を募り、人に効果があるか臨床研究も進めると発表した。
2021年2月‐3月、奈良県立医科大学研究グループは、春日井製菓、カンロ、UHA味覚糖、カバヤ食品との共同研究で、柿渋含有の飴・タブレットを舐めた唾液を用いた試験管内試験において新型コロナウイルス（SARS-CoV-2）の不活化を確認した。
2021年12月、奈良県立医科大学が実施したハムスターを用いた試験（柿タンニンを口腔投与5分後にウイルス液を口腔投与、サンプルサイズ11。柿タンニンを口腔投与直後に感染個体と30分間同居、サンプルサイズ4）において、肺組織における炎症抑制やウイルス伝播抑制が報告された。
2021年時点では、新型コロナウイルス感染症の予防効果は確認されていない。

## 希釈
通常、塗装などには原液のまま使用するが、塗布後時間を経るにつれ、色合いが濃くなる。仕上がり色を薄くしたい場合や、柿渋を長期保存するうちに粘度が高まってゲル化することを防ぐ目的で水で希釈することがある。この場合の水は、水道水ではなく汲み置きの水を使用する。特にミネラル分の多い硬水は成分が分離するなど適さない。